# Бессергеновка
Бессергеновка — село в Неклиновском районе Ростовской области.
Входит в состав Вареновского сельского поселения.

## Население
| 2010 |
| ---- |
| 1829 |

## Улицы
| - ул. 3 Интернационала, - ул. Абрикосовая, - ул. Береговая, - ул. Виноградная, - ул. Вишнёвая, - ул. Железнодорожная, - ул. Колхозная, | - ул. Комсомольская, - ул. Кооперативная, - ул. Коралловая, - ул. Луговая, - ул. Металлургическая, - ул. Мирная, - ул. Молодёжная, | - ул. Монтажная, - ул. Морская, - ул. Новая, - ул. Октябрьская, - ул. Ореховая, - ул. Первомайская, - ул. Садовая, | - ул. Советская, - ул. Солнечная, - ул. Социалистическая, - ул. Таганрогская, - ул. Цветочная, - ул. Школьная, - ул. Энтузиастов. |